# Гімнастика на літніх Олімпійських іграх 1964
Змагання з гімнастики на літніх Олімпійських іграх 1964 в Токіо тривали з 18 до 23 жовтня в Токійському палаці спорту. Розіграно 14 комплектів нагород у спортивній гімнастиці (8 серед чоловіків і 6 серед жінок).

## Підсумки

### Чоловіки
| Дисципліни         | Золото                                                                                        | Срібло                                                                                           | Бронза |
| ------------------ | --------------------------------------------------------------------------------------------- | ------------------------------------------------------------------------------------------------ | --- |
| Абсолютна першість | Юкіо Ендо (JPN)                                                                               | Віктор Лисицький (URS) Борис Шахлін (URS) Шюджі Цурумі (JPN)                                     | не нагороджували                                                                                           |
| Командна першість  | Японія (JPN) Юкіо Ендо Такуджі Хаята Такаші Міцукурі Такаші Оно Шюджі Цурумі Харухіро Ямашіта | СРСР (URS) Сергій Діомідов Віктор Леонтьєв Віктор Лисицький Борис Шахлін Юрій Титов Юрій Цапенко | Об'єднана німецька команда (EUA) Зіґфрід Фюлле Філіпп Фюрст Ервін Коппе Клаус Кесте Ґюнтер Ліс Петер Вебер |
| Вільні вправи      | Франко Менікеллі (ITA)                                                                        | Юкіо Ендо (JPN) Віктор Лисицький (URS)                                                           | не нагороджували                                                                                           |
| Перекладина        | Борис Шахлін (URS)                                                                            | Юрій Титов (URS)                                                                                 | Мирослав Церар (YUG)                                                                                       |
| Паралельні бруси   | Юкіо Ендо (JPN)                                                                               | Шюджі Цурумі (JPN)                                                                               | Франко Менікеллі (ITA)                                                                                     |
| Кінь               | Мирослав Церар (YUG)                                                                          | Шюджі Цурумі (JPN)                                                                               | Юрій Цапенко (URS)                                                                                         |
| Кільця             | Такуджі Хаята (JPN)                                                                           | Франко Менікеллі (ITA)                                                                           | Борис Шахлін (URS)                                                                                         |
| Опорний стрибок    | Харухіро Ямашіта (JPN)                                                                        | Віктор Лисицький (URS)                                                                           | Ганну Рантакарі (FIN)                                                                                      |

### Жінки
| Дисципліни         | Золото | Срібло | Бронза                                                                                    |
| ------------------ | --- | --- | ----------------------------------------------------------------------------------------- |
| Абсолютна першість | Віра Чаславська (TCH)                                                                                       | Лариса Латиніна (URS) | Поліна Астахова (URS)                                                                     |
| Командна першість  | СРСР (URS) Поліна Астахова Людмила Громова Лариса Латиніна Тамара Маніна Олена Волчецька Тамара Замотайлова | Чехословаччина (TCH) Віра Чаславська Маріанна Крайчирова Яна Кубічкова Гана Ружичкова Ярослава Седлачкова Адольфіна Тачова | Японія (JPN) Тошіко Айхара Ґінко Чіба Кейко Ікеда Таніко Накамура Кійоко Оно Хіроко Цуджі |
| Колода             | Віра Чаславська (TCH)                                                                                       | Тамара Маніна (URS) | Лариса Латиніна (URS)                                                                     |
| Вільні вправи      | Лариса Латиніна (URS)                                                                                       | Поліна Астахова (URS) | Аніко Дуца (HUN)                                                                          |
| Різновисокі бруси  | Поліна Астахова (URS)                                                                                       | Каталін Макраї (HUN) | Лариса Латиніна (URS)                                                                     |
| Опорний стрибок    | Віра Чаславська (TCH)                                                                                       | Лариса Латиніна (URS) Бірґіт Радохла (EUA)                                                                                 | Не нагороджували                                                                          |

## Таблиця медалей
| Місце               | Країна                           | Золото | Срібло | Бронза | Загалом |
| ------------------- | -------------------------------- | ------ | ------ | ------ | ------- |
| 1                   | Японія (JPN)                     | 5      | 4      | 1      | 10      |
| 2                   | СРСР (URS)                       | 4      | 10     | 5      | 19      |
| 3                   | Чехословаччина (TCH)             | 3      | 1      | 0      | 4       |
| 4                   | Італія (ITA)                     | 1      | 1      | 1      | 3       |
| 5                   | Югославія (YUG)                  | 1      | 0      | 1      | 2       |
| 6                   | Об'єднана німецька команда (EUA) | 0      | 1      | 1      | 2       |
| 6                   | Угорщина (HUN)                   | 0      | 1      | 1      | 2       |
| 8                   | Фінляндія (FIN)                  | 0      | 0      | 1      | 1       |
| Загалом (8 збірних) | Загалом (8 збірних)              | 14     | 18     | 11     | 43      |